# Pink (пісня)
«Pink» (укр. Рожевий) — пісня американського рок-гурту Aerosmith. Його написали Стівен Тайлер і професійні автори пісень Річі Супа та Глен Баллард. Він був випущений як третій великий сингл із Nine Lives у 1997 році.

## Композиція
Пісня виділяється виконанням на губній гармошці Стівеном Тайлером на початку, а також сильним басовим ритмом протягом усієї пісні та сумішшю акустичних гітар і дзвінких електрогітар у куплетах.
Багато рядків у віршах починаються зі слова «рожевий» (наприклад, «Рожевий — моя нова одержимість», «Рожевий — це навіть не питання», «Рожевий на губах твого коханого»). Пісня також дуже показова, оскільки походження захоплення рожевим походить із захоплення жіночими репродуктивними органами, зокрема внутрішньою стороною зовнішніх губ – «рожевим посередині», – а також пенісом чоловіка – «Я хочу закутати тебе в гуму» і «мій улюблений олівець».

## Музичне відео
Музичне відео на пісню використовувало CGI, щоб перетворити обличчя персонажів на інші тіла. Різноманітні випадкові персонажі змішуються з учасниками гурту, які рухаються до камери, перетворюючись у процесі на різних персонажів (наприклад, Джо Перрі як кентавр, Бред Вітфорд як маленький хлопчик, Стівен Тайлер як скелет і хлопчик, одягнений як Пасхальний кролик). Прем'єра відео відбулася 11 листопада 1997 року, режисером став Даг Нікол.

## Живі виступи
Станом на 2007 рік «Pink» є однією з лише двох пісень з Nine Lives, які постійно виконуються в турах Aerosmith, разом із «Falling in Love».

## Чарти
| Чарт (1997) | Пік позиції |
| ----------- | ----------- |
| 81          | 81          |
| 58          | 58          |
| 38          | 38          |
| 27          | 27          |
| 1           | 1           |